# Tallahassee Tennis Challenger 2000
Il Tallahassee Tennis Challenger 2000 è stato un torneo di tennis facente parte della categoria ATP Challenger Series nell'ambito dell'ATP Challenger Series 2000. Il torneo si è giocato a Tallahassee negli Stati Uniti dal 5 all'11 giugno 2000 su campi in cemento.

## Vincitori

### Singolare
Jeff Salzenstein ha battuto in finale  Kevin Kim con il punteggio di 6–3, 6–2

### Doppio
Mark Knowles /  Mark Merklein hanno battuto in finale  Kelly Gullett /  Brandon Hawk con il punteggio di 7–6(3), 6–2